# Campeonato del Mundo de patinaje de velocidad en línea 2009
El Campeonato Mundial de patinaje de velocidad en línea de 2009 tuvo lugar del 16 al 27 de septiembre de 2009 en Haining, República Popular China. Fue el la segunda ocasión que la que el el gigante asiático organizó el campeonato mundial tras la edición de Suzhou 2005.

Los participantes más exitosos fueron Jercy Puello y para mujeres y Joey Mantia para hombres.

## Mujeres
| Distancia                   | Oro                                                             | Plata                                                 | Bronce                                                |
| Pista                       | Pista                                                           | Pista                                                 | Pista                                                 |
| --------------------------- | --------------------------------------------------------------- | ----------------------------------------------------- | ----------------------------------------------------- |
| 300 m Contrarreloj          | Jercy Puello                                                    | Ju-Hee Im                                             | Jin-Seon Lim                                          |
| 500 m Sprint                | Jercy Puello                                                    | Huang Yuting                                          | Jin-Seon Lim                                          |
| 1.000 m Sprint              | Huang Yuting                                                    | Ju-Hee Im                                             | Nicole Begg                                           |
| 10.000 m Puntos/Eliminación | Hyo-Sook Woo                                                    | Simona di Eugenio                                     | Nicole Begg                                           |
| 15.000 m Eliminación        | Laura Lardani                                                   | Hyo-Sook Woo                                          | Nicole Begg                                           |
| 3.000 m Relevos             | Colombia · Marta Lucía Ramírez · Brigitte Méndez · Jercy Puello | Argentina Melisa Bonnet Natalia Artero Silvina Posada | Corea del Sur Ju-Hee Im Jin-Seon Lim Hyo-Sook Woo     |
| Ruta                        |                                                                 |                                                       |                                                       |
| 200 m Contrarreloj          | Jercy Puello                                                    | Nicoletta Falcone                                     | Victoria Rodríguez                                    |
| 500 m Sprint                | Jercy Puello                                                    | Estefanía Cuervo                                      | Victoria Rodríguez                                    |
| 10.000 m Puntos             | Hyo-Sook Woo                                                    | Yang Hezhen                                           | Mareike Thum                                          |
| 20.000 m Eliminación        | Sabine Berg                                                     | Brigitte Méndez                                       | Pan Yizhen                                            |
| 5.000 m Relevos             | Alemania · Sabine Berg · Jana Gegner · Mareike Thum             | Corea del Sur Hyo-Sook Woo Ju-Hee Im Da-Som Lee       | Argentina Natalia Artero Melisa Bonnet Silvina Posada |
| Larga distancia             |                                                                 |                                                       |                                                       |
| 42.195 m Marathon           | Sabine Berg                                                     | Natalia Artero                                        | Jana Gegner                                           |

## Hombres
| Distancia                   | Oro                                                    | Plata                                                     | Bronce                                                  |
| Pista                       | Pista                                                  | Pista                                                     | Pista                                                   |
| --------------------------- | ------------------------------------------------------ | --------------------------------------------------------- | ------------------------------------------------------- |
| 300 m Contrarreloj          | Joey Mantia                                            | Pedro Causil                                              | Luo Weilin                                              |
| 500 m Sprint                | Luo Weilin                                             | Andrés Muñoz                                              | Joey Mantia                                             |
| 1.000 m Sprint              | Joey Mantia                                            | Luo Weilin                                                | Yoo-Jong Nam                                            |
| 10.000 m Puntos/Eliminación | Bart Swings                                            | Matteo Amabili                                            | Geun-Seong Son                                          |
| 15.000 m Eliminación        | Joey Mantia                                            | Yoo-Jong Nam                                              | Matteo Amabili                                          |
| 3.000 m Relevos             | Estados Unidos Joey Mantia William Bowen Michael Cheek | Colombia · Andrés Muñoz · Pedro Causil · Jorge Cifuentes  | República de China Luo Weilin Zhang Jiahao Liu Mingxian |
| Ruta                        |                                                        |                                                           |                                                         |
| 200 m Contrarreloj          | Wouter Hebbercht                                       | Pedro Causil                                              | Joey Mantia                                             |
| 500 m Sprint                | Andrés Muñoz                                           | William Bowen                                             | Yann Le Pivert                                          |
| 10.000 m Puntos             | Yoo-Jong Nam                                           | Joey Mantia                                               | Fabio Francolini                                        |
| 20.000 m Eliminación        | Joey Mantia                                            | Bart Swings                                               | Peter Michael                                           |
| 5.000 m Relevos             | Nueva Zelanda Joey Mantia William Bowen Michael Cheek  | Colombia · Andrés Muñoz · Nelson Garzón · Jorge Cifuentes | Francia Kalon Dobbin Peter Michael Reyon Kay            |
| Larga distancia             |                                                        |                                                           |                                                         |
| 42.195 m Marathon           | Joey Mantia                                            | Reyon Kay                                                 | Felix Rijhnen                                           |

## Medallero
| Pos. | País               | Oro | Plata | Bronce | Total |
| ---- | ------------------ | --- | ----- | ------ | ----- |
| 1.   | Estados Unidos     | 7   | 2     | 2      | 11    |
| 2.   | Colombia           | 6   | 7     | 0      | 13    |
| 3.   | Corea del Sur      | 3   | 5     | 5      | 13    |
| 4.   | Alemania           | 3   | 0     | 3      | 6     |
| 5.   | República de China | 2   | 3     | 3      | 8     |
| 6.   | Bélgica            | 2   | 1     | 0      | 3     |
| 7.   | Italia             | 1   | 3     | 2      | 6     |
| 8.   | Argentina          | 0   | 2     | 3      | 5     |
| 9.   | Nueva Zelanda      | 0   | 1     | 5      | 6     |
| 10.  | Francia            | 0   | 0     | 1      | 1     |

- Datos: Q18412688